# Popens
Popens est un quartier de la commune d'Aurich, dans le Land de Basse-Saxe.

## Géographie
Popens se situe dans la Frise orientale, au bord du canal Ems-Jade.

## Histoire
Popens est à l'origine rurale, mais fut presque entièrement absorbée par le développement urbain.
Le 1er juillet 1972, Popens est incorporé à Aurich.

## Infrastructures
À Popens se trouve le mât de transmission de 227 mètres de haut de l'émetteur de la Frise orientale de la NDR.

## Source, notes et références
- (de) Cet article est partiellement ou en totalité issu de l’article de Wikipédia en allemand intitulé « Popens » (voir la liste des auteurs).

1. ↑  (de) « Zahlen, Daten & Fakten », sur Aurich, 2022 (consulté le 22 juillet 2022)
2. ↑  (de) Statistisches Bundesamt, Historisches Gemeindeverzeichnis für die Bundesrepublik Deutschland. Namens-, Grenz- und Schlüsselnummernänderungen bei Gemeinden, Kreisen und Regierungsbezirken vom 27.5.1970 bis 31.12.1982, 1983 (ISBN 3-17-003263-1)